# Нижегородская губернская учёная архивная комиссия
Нижегородская губернская учёная архивная комиссия (НГУАК) — одна из 39 губернских учёных архивных комиссий, существовавших в дореволюционной России, которые были созданы Положением Комитета министров «Об учреждении учёных архивных комиссий и исторических архивов», утверждённом 13 апреля 1884 года императором Александром III.
«Нижегородская губернская архивная комиссия, образованная на высочайше одобренных 13 апреля 1884 г. началах, открыла свои действия 17 октября 1887 г.»; 29 октября 1887 года состоялось первое заседание, на котором первым председателем НГУАК был выбран А. С. Гациский, бывший одним из главных инициаторов её открытия. В числе первых членов комиссии были также нижегородский епископ Макарий, директор губернской гимназии А. Л. Миротворцев, преподаватель женской гимназии А. Ф. Мартынов, мировой судья А. А. Савельев, судебный следователь по особо важным делам Ф. П. Сологуб, антиквар И. В. Брызгалов, землевладелец Д. А. Саламыков. Уже в 1884 году был образован оргкомитет и подготовлены необходимые для открытия документы; губернское земство, постановило выделять комиссии по 500 рублей в год, а городская дума — по 300 рублей. Открытие комиссии задержалось только из-за отсутствия помещения — до 1887 года, когда ей была выделена Ивановская башня Нижегородского кремля.
А. С. Гациский привлёк к работе лучших представителей нижегородской научной интеллигенции. После смерти Гациского вторым руководителем НГУАК (с 1893 по 1909) стал один из региональных лидеров кадетов А. А. Савельев; следующим (в 1909—1912 гг.) — историк и источниковед А. Я. Садовский, при котором были созданы в 1911 году Отделение по изучению памятников древности и Комиссия для обследования Кремля. Были изданы писцовые и дозорные книги; к 300-летию Дома Романовых и к 300-летию Нижегородского ополчения 1611–1612 гг. выпущены два крупных сборника НГУАК.
Главным направлением работы НГУАК было устройство губернского архива: разбирались и описывались дела и архива организаций нижегородской губернии. Под архив в 1889 году комиссия получила Белую башню Нижегородского кремля, позднее — Дмитриевскую и Тайницкую. К 1893 году архив составляли дела 20 учреждений, было разобрано и описано 2195 дел и подготовлены к описанию — около 1500; к 1912 году в трёх башнях Нижегородского кремля хранились более 113 тысяч дел, а в дальнейшем, утратив счёт, нижегородская комиссия измеряла объём архива длиною полок в башнях — 1 верста и 125 сажен. К 1917 году обработано было более миллиона дел.
В момент открытия комиссия состояла из 27 человек; через 25 лет, в 1912 году, она насчитывала 330 действительных и почётных членов и членов-корреспондентов и 176 иногородних членов.
Уже в 1888 году в состав НГУАК был принят В. О. Ключевский. Среди членов-москвичей были: И. Е. Забелин, Н. А. Попов, И. Ф. Токмаков, П. С. Уварова, Г. М. Прянишников, В. Е. Румянцев, С. Б. Веселовский, В. Д. Голицын, В. А. Городцов, С. А. Белокуров, А. Е. Грузинский, Д. И. Иловайский, С. П. Мельгунов, Н. А. Заозерский, Н. А. Скворцов, А. Д. Самарин, Л. М. Савёлов, Н. В. Степанов, В. Н. Сторожев, Д. В. Цветаев, С. А. Шумаков, А. А. Кизеветтер. Санкт-Петербург представляли: П. Н. Батюшков, К. Н. Бестужев-Рюмин, А. Ф. Бычков, Е. И. Белов, В. П. Васильев, Е. Е. Замысловский, И. К. Зинченко, И. П. Корнилов, Л. Н. Майков, Д. Л. Мордовцев, С. Ф. Платонов, П. И. Савваитов, М. И. Семевский, А. И. Тимофеев, Э. Л. Радлов, М. А. Балакирев, П. Д. Боборыкин, В. Н. Никитин, П. А. Стрепетова, В. В. Фон-Дризен, К. Я. Здравомыслов, Д. Ф. Кобеко, С. Ф. Ольденбург, С. В. Рождественский, А. И. Садов, А. А. Шахматов. С 1902 года членом НГУАК был А. М. Пешков (М. Горький).
Среди членов НГУАК были также: Н. Ф. Анненский, А. О. Карелин, М. П. Дмитриев, А. П. Мельников, П. В. Знаменский, Е. А. Малов, Н. Н. Любович, М. В. Довнар-Запольский, В. Г. Короленко. В 1896 году Короленко выступил на заседании комиссии с идеей изучения глубинной народной жизни — не гнаться за поиском значительных исторических фактов, а видеть свой долг «в скромном, кропотливом, но массовом и систематическом суммировании мелких, повседневных бытовых и юридических черт, в своей совокупности восстанавливающих картину исчезнувшей жизни».
Комиссия издавала «Действия Нижегородской ГУАК»; первый том, состоявший из 14 выпусков вышел в период 1888—1894 годов; всего же было издано 18 томов в 61 выпуске.
В 1918 году деятельность НГУАК прекратилась.